# Re dell'Arabia Saudita
Il re dell'Arabia Saudita è la massima carica politica del Regno dell'Arabia Saudita, che racchiude in sé la funzione di capo di stato e capo di governo (anche se quest'ultima solo in modo formale, mentre di fatto è esercitata dal vice primo ministro, capo del governo), esercitando il suo ruolo di sovrano con poteri assoluti sullo stato e sulla popolazione.
Dalla fondazione dello stato, la dinastia Al Saud ha governato l'Arabia Saudita, incanalando in sé gran parte dei gradi e delle onorificenze militari e politiche, ed esercitando un governo ed un'influenza estremamente potenti e virtualmente assoluti sulla nazione mediorientale.
L'attuale re è Salman dell'Arabia Saudita.

## Lista di sovrani
La seguente è la lista dei sovrani dell'Arabia Saudita (قائمة ملوك السعودية), appartenenti alla dinastia saudita:
| Nº | Sovrano | Sovrano                   | Nascita          | Inizio regno      | Termine regno               | Morte                       | Note |
| -- | ------- | ------------------------- | ---------------- | ----------------- | --------------------------- | --------------------------- | --- |
| 1  |         | ʿAbd al-ʿAzīz (Ibn Saʿūd) | 15 gennaio 1876  | 22 settembre 1932 | 9 novembre 1953             | 9 novembre 1953             | Figlio di Abd al-Rahman bin Faysal, ultimo sovrano del secondo Stato Saudita, sceiccato tribale con capitale Riyad.             |
| 2  |         | Saʿūd                     | 12 gennaio 1902  | 9 novembre 1953   | 2 novembre 1964 (deposto)   | 23 febbraio 1969            | Secondo figlio del precedente sovrano e nipote di Faysal Al Sa'ud                                                               |
| 3  |         | Fayṣal                    | 14 aprile 1906   | 2 novembre 1964   | 25 marzo 1975 (assassinato) | 25 marzo 1975 (assassinato) | Sesto figlio di Abd Aziz dell'Arabia Saudita, fratellastro del precedente e nipote di Faysal Al Sa'ud                           |
| 4  |         | Khalid                    | 13 febbraio 1913 | 25 marzo 1975     | 13 giugno 1982              | 13 giugno 1982              | Dodicesimo figlio di Abd Aziz dell'Arabia Saudita, fratellastro del precedente e nipote di Faysal Al Sa'ud                      |
| 5  |         | Fahd                      | 16 marzo 1921    | 13 giugno 1982    | 1º agosto 2005              | 1º agosto 2005              | Ventesimo figlio di Abd Aziz dell'Arabia Saudita, fratellastro del precedente e nipote di Faysal Al Sa'ud                       |
| 6  |         | ʿAbd Allah                | 1º agosto 1924   | 1º agosto 2005    | 23 gennaio 2015             | 23 gennaio 2015             | Trentasettesimo figlio di Abd Aziz dell'Arabia Saudita, fratellastro del precedente e nipote di Faysal Al Sa'ud                 |
| 7  |         | Salman                    | 31 dicembre 1935 | 23 gennaio 2015   | in carica                   | in carica                   | Ventiseiesimo figlio di Abd Aziz dell'Arabia Saudita, fratellastro del precedente, fratello di Fahd e nipote di Faysal Al Sa'ud |

## Attuale erede-presunto
Principe della Corona: Mohammad bin Salman Al Sa'ud, nato il 31 agosto 1985; figlio di re Salman e Fahda bint Falah bin Sultan Al Hithalayn.